# Boylston (Metro de Boston)
Boylston  es una estación en el Ramal B, el Ramal C, el Ramal D, Ramal E de la línea verde y de la línea Plata del Metro de Boston. La estación se encuentra localizada entre las Calles Boylston y Tremont en Boston, Massachusetts. La estación Boylston fue inaugurada el 3 de septiembre de 1897. La Autoridad de Transporte de la Bahía de Massachusetts es la encargada por el mantenimiento y administración de la estación.

## Descripción
La estación Boylston cuenta con 2 plataformas centrales y 2 vías. 

## Conexiones
La estación es abastecida por las siguientes conexiones: 
- Rutas de autobuses: Ninguno